# Un-Break My Heart
Un-Break My Heart (eller Regresa a Mi för den spanskspråkiga versionen) är en låt framförd av den amerikanska sångaren Toni Braxton, från hennes andra studioalbum Secrets (1996). Låten gavs ut av LaFace Records som den andra singeln från albumet 24 september 1996. "Un-Break My Heart" är en powerballad i genrerna pop och R&B. Den skrevs av Diane Warren och producerades av David Foster. Låttexten beskriver framförarens smärta och vånda efter att ha blivit dumpad i en kärleksrelation.
"Un-Break My Heart" var först påtänkt till Celine Dion men Arista, ägarbolaget till LaFace, ansåg att den var bättre lämpad för Braxton eftersom den skulle passa hennes altstämma. Braxton avskydde "Un-Break My Heart" och vägrade först att spela in den. Motvilligt gick hon till sist med på att göra låten eftersom skivbolaget ansåg att den skulle bli en stor hit. Vid utgivningen mottog "Un-Break My Heart" mestadels positiv kritik. Braxtons sångframförande mottog hyllningar av musikjournalister som ansåg att kompositionen gav prov på hennes röstomfång. Hon vann en Grammy Award år 1997 i kategorin Best Female Pop Vocal Performance (Bästa kvinnliga sånginsats på en poplåt). 
Efter utgivningen blev "Un-Break My Heart" en hit över hela världen och Braxtons andra låt att toppa den amerikanska singellistan Hot 100. Den låg kvar som etta i totalt 11 veckor på listan. "Un-Break My Heart" nådde även förstaplatsen på förgreningslistorna Hot Dance Club Songs och Adult Contemporary. När Billboard firade 40-årsjubileum av veckolistor från 1958 till 1998 rankades "Un-Break My Heart" som den framgångsrikaste singelutgivningen av en soloartist. Internationellt nådde den förstaplatsen i bland annat Belgien, Kanada, Sverige och Schweiz. Fram till år 2021 har den sålts i 10 miljoner exemplar vilket gör den till en av de framgångsrikaste singelutgivningarna i musikhistorien.
"Un-Break My Heart" har sedan utgivningen blivit Braxtons signaturlåt, vilket gjort att hon framfört den som öppningsnummer eller avslutningsnummer på alla hennes konsertturnéer (inklusive Las Vegas-showen Toni Braxton: Revealed). Under låtens lansering framförde Braxton den live under öppningsceremonin till American Music Awards år 1996. Musikvideon till "Un-Break My Heart" regisserades av Braxtons vän och tidigare samarbetspartner Billie Woodruff. Inspirationen bakom videon kom från den amerikanska filmen En stjärna föds (1976). Vid MTV Video Music Awards år 1997 mottog videon nomineringar i kategorierna Best Female Video och Best R&B Video. Fram till juni 2020 hade videon fått 500 miljoner visningar på Youtube.

## Bakgrund
I juli 1992 introducerades Toni Braxton för den breda allmänheten i Nordamerika med låtarna "Give U My Heart" och "Love Shoulda Brought You Home" som spelades in till soundtrackalbumet för den amerikanska långfilmen Boomerang. Låtarna var först påtänkta till Anita Baker men efter att hon avböjt att spela in dem erbjöds dem till Braxton av hennes mentor Kenneth "Babyface" Edmonds. Efter att båda låtarna blev R&B-hits trappades arbetet upp på Braxtons självbetitlade debutalbum som släpptes av Edmonds skivbolag LaFace Records i juli 1993. Albumet blev snabbt en försäljningssuccé i världen med 10 miljoner sålda exemplar och etablerade Braxton som en av 1990-talets framgångsrikaste nykomlingar. Braxton blev snabbt skiljbar från andra kvinnliga sångare för sin säregna och djupa altstämma. Steve Huey från Allmusic konstaterade att hennes röst hade "tillräckligt mycket soul för att locka R&B-lyssnare, var tillräckligt polerad för vuxenpop och samtidigt tillräckligt ungdomlig för den yngre målgruppen."
Secrets, Braxtons uppföljare till debuten, släpptes först flera år senare i juni 1996. I en intervju kommenterade Edmonds: "Att spela in ett till album efter en sådan enorm succé med debuten är tufft för vem som helst. Det tog ett tag att färdigställa för hon kände sig pressad. Hon behövde hitta rätt sinnestillstånd för att leverera slutprodukten." Albumutgivningen föranleddes av huvudsingeln "You're Makin' Me High" som gavs ut på dubbel A-sida med "Let It Flow". Utgivningen blev Braxtons första etta på den amerikanska singellistan vilket fick Secrets att gå in på andraplatsen på den prestigefyllda albumlistan Billboard 200. Braxton mottog ett åttafaldigt platinacertifikat av Recording Industry Association of America (RIAA) efter att Secrets sålts i över 6 miljoner exemplar i USA. Internationellt såldes albumet i över 15 miljoner exemplar.

## Inspelning
Inför skapandet av Secrets erbjöds Braxton kompositionen "Because You Loved Me" som skapats av den amerikanska låtskrivaren Diane Warren och den kanadensiska producenten David Foster. Braxton var förtjust i låten men LaFace ansåg att det var fel tidpunkt i hennes karriär för att ge ut den. Låten spelades istället in av Celine Dion och blev en hit som nådde förstaplatsen på den amerikanska singellistan. Tio månader senare återförenades Warren och Foster i inspelningsstudion. Warren hade kommit på titeln "Un-Break My Heart" av en slump. I en intervju om titeln kommenterade hon: "Den bara flög in i mitt huvud. Jag hade aldrig hört uttrycket på det sättet tidigare i mitt liv. Man har annars hört allting men om man vänder och vrider lite och kommer på ett nytt ordval och skriver en bra melodi så har man förmodligen en bra låt." Warren hade programmerat sin keyboard att låta som en spansk gitarr vilket gav kompositionen en spansk känsla. Warren kommenterade skapandet: "Jag ändrade tonarten och så fort jag gjorde det tänkte jag 'nu är jag på rätt väg'." Warren erbjöd låten till Dion men som aldrig kom att spela in den.
Warren tog "Un-Break My Heart" till Clive Davis, chef för Arista Records, för att höra hans åsikt om den. Hon uttryckte att hon inte visste vem som borde sjunga låten. Davis tyckte omedelbart att den skulle passa Braxton. Warren höll med då hon ansåg att Braxton hade rätt röst för att förmedla låttextens sorg. Foster tog med sig Warrens demoversion och besökte Braxton och Edmonds under en musikvideoinspelning. Braxton avskydde låten och vägrade först att göra den. Hon kom med flera argument till varför hon borde slippa spela in låten, ett av dem var att "Un-Break My Heart avhandlade hjärtekross, något som Braxton ansåg att hon redan sjungit om flera gånger. I en intervju 2016 med The New York Post berättade Braxton att hon blev övertalad av hennes skivbolag att spela in låten då de var övertygade om att "Un-Break My Heart" skulle bli en hit. Braxton förklarade varför hon ogillade låten:

"Jag ville ändra min image och vara lite sexigare. Det var strategiskt för mig att vara en vuxenpopartist på grund av min sångröst, men jag ville få vara 25 år. Jag tyckte att 'Un-Break My Heart' skulle sätta mig i samma kategori av vuxenpop som jag ville ifrån. Men dom [musikproducenterna] hade rätt. Så det stämmer- jag ville inte spela in den singel som senare kom att bli den största i min karriär."

Den låga tonarten under låtens verser tillät mer utrymme för Braxton att sjunga i högre tonarter mot slutet av låten och nå vad Foster kallade 'Money Notes'. Foster beskrev inspelningen av låten som ett gott samarbete och beskrev Braxtons sånginsatser som "spektakulära". "Un-Break My Heart" spelades in vid The Record Plant och Chartmaker Studio i Los Angeles, Kalifornien. Akustisk gitarr spelades av Dean Parks medan elgitarr spelades av Michael Thompson. L.A. Reid och Tim Thomas arrangerade bakgrundssången som sjöngs av Braxton och den amerikanska artisten Shanice. Låten ljudmixades av Mick Guzauski vid Barking Doctor Studios i Mt. Kisco, New York. Den spanskspråkiga versionen hade ytterligare produktion av KC Porter. I en intervju om skapandet av "Un-Break My Heart" kommenterade Foster:

"Demoversionen var i en väldigt låg tonart så jag tog för givet att jag skulle höja tonarten för att passa Tonis röst. Jag sa: 'Jag höjer såklart tonarten några snäpp.' Men Babyface protesterade och ville att jag skulle spela in Braxton i samma tonart som demon. Jag svarade: 'Men Kenny, hon kan inte sjunga så djupt, det är ju i en mans tonart.' Kenny insisterade och sa: 'Nej det kommer bli bra. Det kommer att låta väldigt sexigt'."

## Komposition
"Un-Break My Heart" har en speltid på fyra minuter och trettiotvå sekunder (4:32). Den är en powerballad i genrerna Pop och R&B. Under produktionen av låten inspirerades Foster av hans tidigare arbete "You'll See", en komposition han skrev och producerade med den amerikanska artisten Madonna. I en intervju berättade Foster att inspirationen bakom den låten i sin tur kom ifrån Bryan Adams "Have You Ever Really Loved a Woman?": "Jag älskar spansk gitarr så den har varit återkommande för mig i flera kompositioner. Vi försöker hela tiden att hitta nya sätt att göra samma sak. Det finns ju bara 12 noter och 26 bokstäver så du måste alltid vara kreativ för att hålla det fräscht."
När "Un-Break My Heart" skrevs var det i syfte att ge prov på den kvinnliga framförarens sångförmåga. Versernas låga tonart har beskrivits som "skräddarsydda" för Braxtons mörka altstämma. Under låtens klimax övergår hon till att använda högre tonarter vilket gav henne chansen att låta lyssnaren höra hennes röstomfång. Enligt notblad publicerade på Musicnotes.com av Alfred Publishing har "Un-Break My Heart" ett långsamt tempo och utgår från 55 taktslag per minut. Verserna skrevs i tonarten h-moll men övergår till d-moll i refrängen och till giss-moll i bryggan. Låttexten beskriver ett "svidande hjärtekross" där framföraren ber sin partner att komma tillbaka och läka sorgen denne har förorsakat. David Willoughby, författaren till boken The World of Music (2009), konstaterade att frasen "Don't leave me in all this pain" var tillräcklig för att lyssnaren ska förstå framförarens "längtan och saknad". Under låtens refräng sjunger Braxton: "Un-break my heart/ Say you'll love me again/ Undo this hurt you caused/ When you walked out the door".

## Utgivning och remixversioner

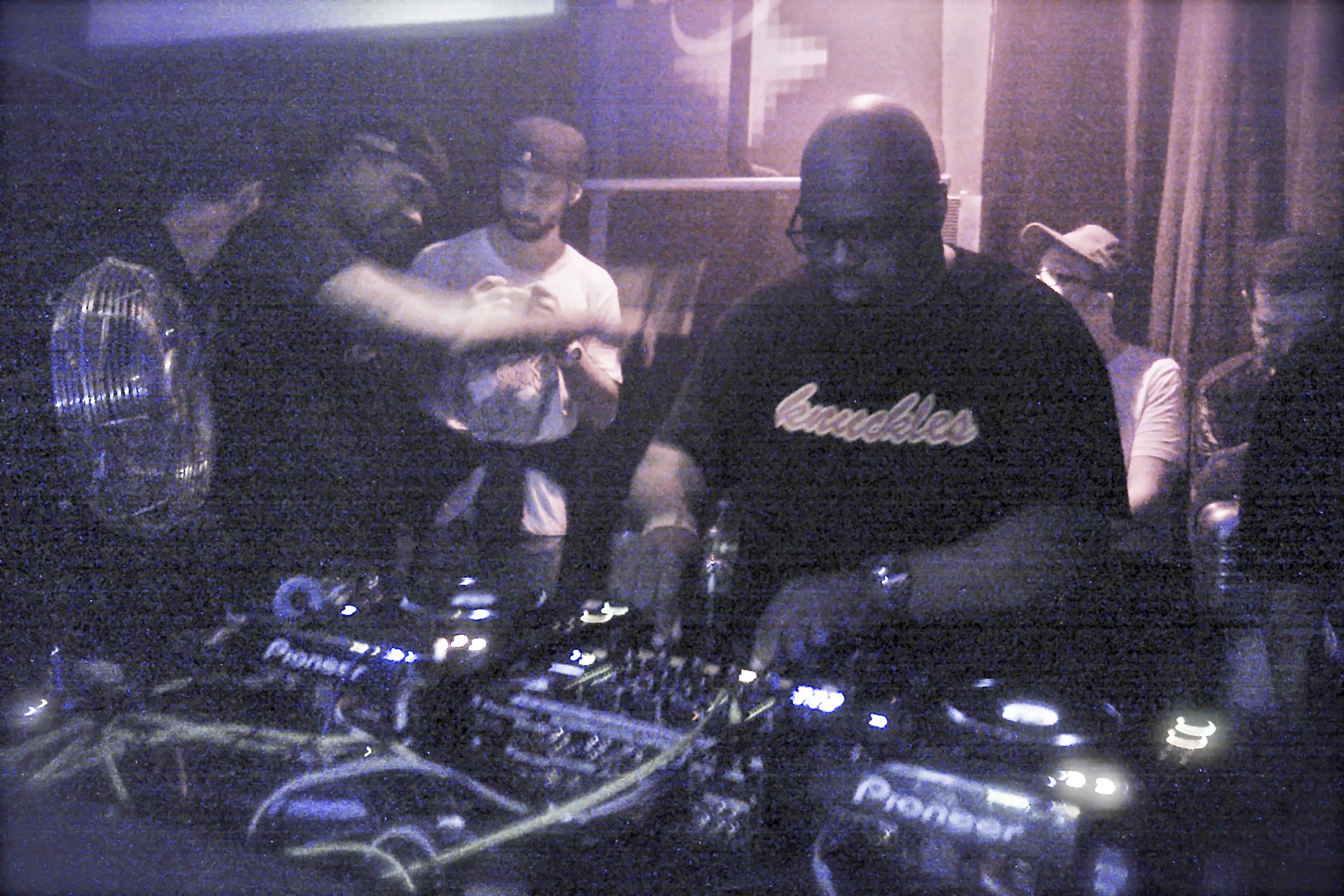
Frankie Knuckles skapade remixen "Classic Radio Mix".

"Un-Break My Heart" blev den andra singeln att ges ut från Secrets. LaFace Records skickade låten till amerikanska radiostationer med formatet rhythmic contemporary 24 september 1996. Den skickades till contemporary hit radio (popradio) 1 oktober 1996. "Un-Break My Heart" trycktes upp på CD, kassett och vinyl-skivor. I USA släpptes CD-singlar med den spanskspråkiga versionen som b-sida. En ytterligare utgåva innehöll originalversionen samt remixversionerna "Soul-Hex Anthem Vocal" och "Classic Radio Mix". I Europa innehöll CD-singeln en remix av "You're Makin' Me High" och en remix av "How Many Ways" av den amerikanska artisten R. Kelly.
"Un-Break My Heart" remixades av flera DJs däribland Hex Hector, Frankie Knuckles och Soul Solution. Jose F. Promis från Allmusic konstaterade att låten var en "pop- och vuxenpop hit men den stora refrängen visade sig även passa utmärkt till dansremixer, trots att Braxtons sång aldrig spelades in på nytt." Remixversionen "Soul-Hex Vocal Anthem" var över nio minuter lång och influerad av tribal house medan "Classic Radio Mix" var en pianodriven dansklubblåt. Även en spanskspråkig version spelades in av låten med titeln "Regresa a Mi". Versionen inkluderades som bonusspår på Secrets. MusicOMH-skribenten Laura McKee konstaterade att versionen "fångar originalets passion och mening och samtidigt öppnar upp för en bredare publik".

## Mottagande

### Kritikers respons
Mark Edward Nero från webbplatsen About.com beskrev "Un-Break My Heart" som en av de bästa R&B-låtarna om att göra slut och ansåg att den var Braxtons "vackraste ögonblick". Han kommenterade: "Den är så sorglig att man kan gråta i timmar". Bob McCann, författare till boken Encyclopedia of African American actresses in film and television (2010) beskrev låten som en av de mest "hänförande R&B-låtarna som någonsin gjorts". Robert Christgau beskrev "Un-Break My Heart" som "mirakulös" och förklarade: "miraklet är att den gjorts av Diane Warren och du kommer vilja höra den många gånger". Dave Sholin från Gavin Report kommenterade: "Dom flesta som hör den här Diane Warren-kompositionen, som producerades av den talangfulle David Foster, kommer behöva några sekunder innan andningen återgår till det normala". Insider ansåg att låten visade Braxtons "enastående sångförmåga". Pop Rescue ansåg att Braxtons sång "verkligen skiner och hon får möjligheten att sjunga riktigt lågt för att sedan nå kraftfulla höjder under låtens klimax". Recensenten fortsatte: "Musiken är, bortsett från den akustiska gitarren, helt sekundär jämfört med Tonis röstomfång och varsamma låttext". Charles Aaron från tidskriften Spin Magazine recenserade låten och skämtade: "den här utsökt komponerade, hjärtslitande kärlekslåten har härjat i min matbutik under ett års tid nu, men om den slutar spelas kommer jag ha ett krossat hjärta".
I en recension av Secrets skrev Stephen Thomas Erlewine från Allmusic att låtar producerade av Foster var "förutsägbara" tack vare deras "sliskiga kommersiella dragningskraft". Erlewine berömde Braxton för att hon "lyckas lyfta låten med liv och passion" med sin sångröst vilket höjde den "generiska" produktionen. Ken Tucker från Entertainment Weekly ifrågasatte varför Braxton gått med på att spela in en sån "sliskig" låt. Han ansåg dock att den "absolut" skulle bli en hit och få en "avundsjuk Diana Ross att tröstäta en förpackning Häagen-Dazs". Tucker avslutade med att utnämna "Un-Break My Heart" till den sämsta låten på Secrets. J. D. Considine från tidskriften The Baltimore Sun beskrev låten som "överreklamerad". I juni 2016 skrev den brittiska webbplatsen On This Day in Pop: "Den långvariga framgången berodde till stor del på att 'Un-Break My Heart' är två låtar. Den första är en glänsande ballad om hjärtekross [...]. Hon använder sitt lägre sångregister vilket förmedlar textens sorg på ett sätt som gör att lyssnaren undrar om det någonsin går att läka. Turligt nog är den andra versionen av låten, den enastående Soul-Hex Vocal Anthem Mix, en brännhet dansgolvsklassiker, driven av tribalhousetakter som gör att man kan dansa bort smärtan."

### Priser och nomineringar
År 1997 vann "Un-Break My Heart" en Grammy Award i kategorin Best Female Pop Vocal Performance. Vid den trettionionde upplagan av den amerikanska prisceremonin Grammy Awards vann hon pris i kategorin Best Female Pop Vocal Performance för sin sånginsats på "Un-Break My Heart".
| Publikation | Lista                                        | Rank | Ref.   |
| ----------- | -------------------------------------------- | ---- | ------ |
| Billboard   | Toni Braxton’s 25 Best Songs: Critic’s Picks | 4    | [ 35 ] |
| BuzzFeed    | Top Songs of the 90's                        | 4    | [ 36 ] |

## Försäljning
"Man vill vara etta så länge man kan. Det är kul att vara etta en vecka. Det är kul att vara etta i elva veckor. Det är en härlig känsla att kunna säga att låten var en listetta men det gör den inte till en bättre eller sämre låt."
"Un-Break My Heart" blev den största hitlåten i Braxtons karriär. Fred Bronson, författare till boken The Billboard Book of Number 1 Hits, ansåg att låtens framgång  i USA främst berodde på faktorn att remixversionerna blev så populära på popradio. Den nådde förstaplatsen på singellistan Billboard Hot 100 och behöll placeringen i elva veckor, från 7 december 1996 till 15 februari 1997. Den låg även etta på flera av Billboards förgreningslistor. på Adult Contemporary behöll den förstaplaceringen i 14 veckor. När Billboard firade 40-årsjubileum av veckolistor från 1958 till 1998 rankades "Un-Break My Heart" som den framgångsrikaste singelutgivningen av en soloartist. Den rankades som den fjärde mest populära singeln på Billboards årtionde sammanfattning (1990-1999). I juli 2008 rankades "Un-Break My Heart" som den tionde mest framgångsrika singeln genom tiderna. Trots framgångarna på Hot 100-listan blev låten aldrig en listetta på förgreningslistan Hot R&B Singles där den blockerades av "I Believe I Can Fly" med R. Kelly. Låten såldes i 2,4 miljoner exemplar och mottog en platinacertifikat av Recording Industry Association of America (RIAA) i december 1996.
Utöver USA, blev "Un-Break My Heart" en global hitlåt som nådde topp-fem på majoriteten av singellistorna låten gick in på. Den nådde förstaplatsen i Nederländerna, den Europeiska topplistan European Hot 100 Singles, Sverige, Schweiz och i Österrike. I Storbritannien gick låten in på fjärdeplatsen på UK Singles Chart den 4 november 1996. Den nådde som högst andraplatsen efter sju veckor. Enligt British Phonographic Industry (BPI) såldes "Un-Break My Heart" i 600.000 exemplar och mottog ett platinacertifikat. I Australien nådde låten som högst sjätteplatsen och mottog en platinacertifikat av Australian Recording Industry Association (ARIA) för 70.000 sålda exemplar. Fram till mars 2021 hade "Un-Break My Heart" sålts i 10 miljoner exemplar internationellt varav 3 miljoner exemplar i USA.

## Musikvideo
LaFace Records anlitade Billie Woodruff att regissera musikvideon till "Un-Break My Heart". Woodruff hämtade inspiration från den amerikanska långfilmen En stjärna föds (1976) med Barbra Streisand och Kris Kristofferson i huvudrollerna. Videon är inte en bokstavlig tolkning av låttexten utan handlar istället om smärtan när ens partner plötsligt avlider. I en intervju kommenterade Woodruff: "Jag ville gå en annan väg kreativt när jag hörde låten. Jag ville att videon skulle leva upp till låten. Jag ville inte att den skulle handla om en orätt i ett äktenskap. Jag ville att den skulle kännas större. Jag ville att smärtan skulle vara större och mer tematisk."
"En av mina favoritfilmer är En stjärna föds med Barbra Streisand och Kris Kristofferson. Den var en av inspirationerna till musikvideon. Den var anledningen till att jag hade henne [Braxton] att bära lockigt hår när hon bar den vita klänningen. Det var ungefär så Barbra Streisands hår såg ut. Handlingen där hennes man dör - Clive gillade inte det men L.A. Reid hade bestämmanderätten. Han sa: 'Du får ta med den till MTV och BET'."
Videon börjar med att Braxtons partner (spelad av Tyson Beckford) åker iväg på sin motorcykel samtidigt som hon går ut för att hämta in posten. Klippet därpå visar hur Beckford blir prejad av en bilist som smiter från platsen. Han avlider på platsen och följande sekvenser visar Braxton som sörjer. Hon framför låten på platser i parets gemensamma hus samtidigt som hon minns tillbaka på deras tid tillsammans. Under sista bryggan och låtens klimax ses Braxton framföra låten på scen tillsammans med en liveorkester. Hon har på sig en vit aftonklänning.
Efter inspelningen var klar spelade Woodruff och Braxton videon under ett möte med LaFace och Arista Records. Reaktionen på videon var inte positiv. Davis var särskilt negativ till delen där Braxton framförde låten på scen med en orkester. Han ansåg att stilen på videon hade samma problem som Whitney Houston hade vid tidpunkten; "inmålad i ett hörn på grund av för starka influenser av vuxenpop". Woodruff och Braxton, som beskrevs "älska" videon fick övertala skivbolagscheferna att ge en kopia till MTV. Reaktionen från musikvideokanalen var dessvärre den likaså negativ. I en intervju berättade Woodruff om reaktionen från MTV: "De ringde mig och sa något i stil med 'Billie, vi älskar dig men den här videon är som Whitney Houston'. Dom syftade på att Whitney hade blivit för mycket vuxenpop vid tidpunkten vilket verkligen inte var trendigt. Dom sa 'Vi vet inte vad mer vi kan säga'." Woodruff fortsatte: "Jag fick total panik för vi hade lagt alla pengar på den här dyra videon." Woodruff övertalade MTV att spela videon på kanalen i en vecka. Videon hade premiär på MTV 10 september 1996 och blev en succé på kanalen. Fram till juni 2020 hade videon fått 500 miljoner visningar på Youtube. Vid prisceremonin MTV Video Music Awards 1997 var videon nominerad i två kategorier. Den var nominerad till Best Female Video men förlorade till "You Were Meant for Me" av Jewel och Best R&B Video men förlorade till "I'll Be Missing You" av Puff Daddy & The Family featuring Faith Evans & 112.

## Liveframträdanden och coverversioner

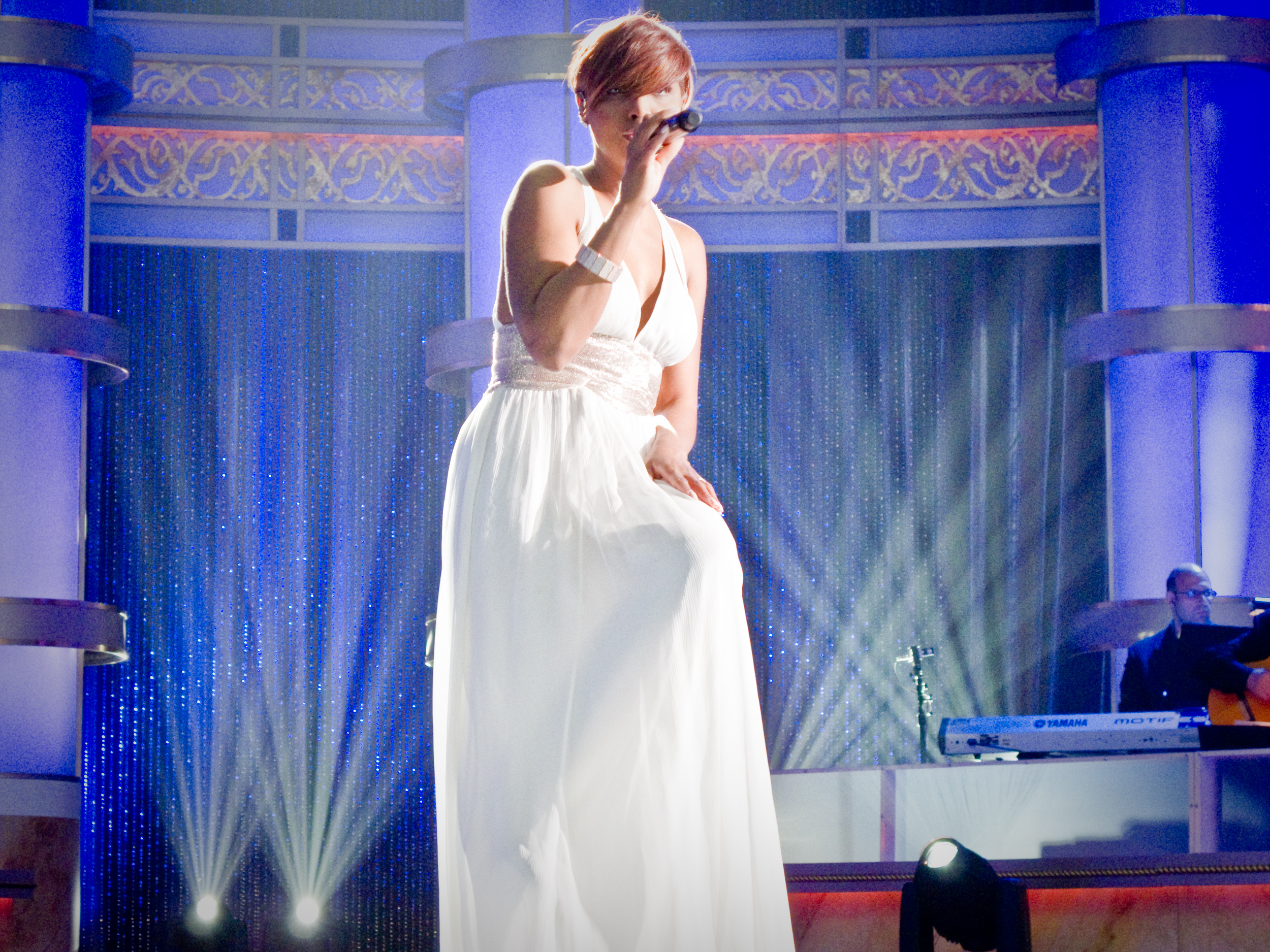
Braxton framför "Un-Break My Heart" vid en tribut till Diane Warren år 2010.

Sedan utgivningen har "Un-Break My Heart" blivit Braxtons signaturlåt, vilket gjort att hon framfört den som öppningsnummer eller avslutningsnummer på alla hennes konsertturnéer (inklusive Las Vegas-showen Toni Braxton: Revealed (2006-08). Hon framförde låten som öppningsakt på Billboard Music Awards 1996 där Braxton bar en outfit liknande den på teaterföreställningen Ziegfeld Follies.
År 2019 hedrades Braxton på American Music Awards och hon framförde samtidigt låten, vilket blev hennes första uppträdande på galan sedan 2001. Daily Mail beskrev uppträdandet som "kvällens höjdpunkt" med Braxton som äntrade scenen iklädd en vit aftonklänning av designern Yousef Aljasmi och stylad att likna en 1940-tals diva. Hon stod upphöjd på en plattform och flankerades av en orkester. Uppträdandet började med "Breathe Again" (1993) som sedan övergick till "Un-Break My Heart". Uppträdandet fick stående ovationer från publiken.
Saxofonisten Marion Meadows spelade in en cover på låten till hans album Pleasure (1997). Den filippinska sångaren Nina Girado spelade in sin version på albumet Nina Sings the Hits of Diane Warren (2008). Den italienska gruppen Il Divo spelade in en spansk version. Deras cover fick beröm av musikjournalister som ansåg att låten hade potential att bli en hit. Det amerikanska rockbandet Weezer spelade in en cover av "Un-Break My Heart" år 2005. Deras version inkluderades på albumet Death to False Metal (2010). Frontsångaren Rivers Cuomo förklarade varför bandet gjorde en cover av låten:

"Jag älskade den låten. Det var faktiskt Rick Rubins förslag. Vi tyckte båda mycket om den och tyckte att den skulle passa Weezer. Den passade min röst och vi tyckte det skulle bli bra med en alternativ variant. Särskilt hur jag skulle sjunga den jämfört med Toni Braxton. Jag älskar hur resultatet låter men jag gissar att resten av bandet inte är riktigt lika förtjusta och det var därför den inte inkluderades på vårt femte album."

## Inverkan och arv
År 2017 rankade Billboard låten på fjärdeplatsen på deras lista över Braxtons tjugofem bästa låtar i karriären. Skribenten lyfte dessutom fram "Un-Break My Heart" som en av de bästa powerballaderna som någonsin gjorts tack vare dess "teatraliska" och "grandiosa refräng" och Braxtons "sång-akrobatik". År 2021 rankade Classic Rock History låten på förstaplatsen på deras lista över Braxtons tio bästa låtar. Braxton döpte sin memoar efter låten som släpptes i april 2014. I boken beskrev Braxton upp- och nergångarna i hennes karriär. År 2016 skrev The New York Post att "Un-Break My Heart" var ett "definierbart ögonblick" i Braxtons karriär.

## Format och låtlistor
Enligt Discogs finns det 46 utgivningar av "Un-Break My Heart", nedan listas utgivningar som ej är identiska
| 1. | "Un-Break My Heart" (Album Version) | 4:30 |
| 2. | "Regresa a Mi" (Spanish Version)    | 4:32 |

| 1. | "Un-Break My Heart" (Album Version)         | 4:30 |
| 2. | "Un-Break My Heart" (Soul-Hex Anthem Vocal) | 4:19 |
| 3. | "Un-Break My Heart" (Classic Radio Mix)     | 4:26 |
| 4. | "Un-Break My Heart" (Album Instrumental)    | 4:44 |

| 1. | "Un-Break My Heart" (Album Version)      |                                                                         | 4:30 |
| 2. | "You're Makin' Me High" (Norfside Remix) | Kenneth "Babyface" Edmonds, Bryce Wilson                                | 4:19 |
| 3. | "How Many Ways" (R. Kelly Remix)         | Keith Miller, Noel Goring, Phillip Field, Toni Braxton, Vincent Herbert | 4:02 |
| 4. | "Regresa a Mi" (Spanish Version)         |                                                                         | 4:32 |

| 1. | "Un-Break My Heart" (Album Version)                          | 4:30 |
| 2. | "Un-Break My Heart" (Frankie Knuckles Classic Radio Mix)     | 4:27 |
| 3. | "Un-Break My Heart" (Frankie Knuckles Franktidrama Club Mix) | 8:40 |
| 4. | "Un-Break My Heart" (Soul-Hex Anthem Vocal)                  | 9:31 |
| 5. | "Un-Break My Heart" (Soul-Hex No Sleep Beats)                | 4:34 |

## Medverkande
Information hämtad från Discogs

### Musiker
- Låtskrivare – Diane Warren
- Produktion – David Foster
- Chefsproduktion – L.A. Reid, Kenneth "Babyface" Edmonds, Toni Braxton
- Ljudmixning – Mick Guzauski, Marnie Riley
- Inspelning – Felipe Elgueta, Brandon Harris
- Mastering – Chris Gehringer
- Elgitarr – Michael Thompson
- Akustisk gitarr – Dean Parks
- Syntprogrammering – Simon Franglen
- Keyboardprogrammering – David Foster
- Sång – Toni Braxton
- Bakgrundssång – Toni Braxton, Shanice Wilson

### Övriga
- Art director – Davett Singletary
- Design – D.L. Warfield
- Manager – Arnold Stiefel, Randy Phillips
- Fotograf – Buck Holzmer

## Topplistor
| Lista (1996-1997)                     | Topplacering |
| ------------------------------------- | ------------ |
| Australien (ARIA Charts)              | 6            |
| Belgien (Ultratop 50 Flandern)        | 2            |
| Belgien (Ultratop 50 Vallonien)       | 1            |
| Kanada Top Singles (RPM)              | 5            |
| Kanada Adult Contemporary (RPM)       | 1            |
| Kanada Dance/Urban (RPM)              | 15           |
| Tjeckien (IFPI)                       | 4            |
| Danmark (IFPI)                        | 2            |
| Europa (European Hot 100 Singles)     | 1            |
| Finland (Suomen virallinen lista)     | 5            |
| Frankrike (SNEP)                      | 8            |
| Tyskland (Official German Charts)     | 2            |
| Ungern (Mahasz)                       | 5            |
| Island (Íslenski Listinn Topp 40)     | 2            |
| Irland (IRMA)                         | 2            |
| Italien (Musica e Dischi)             | 7            |
| Nederländerna (Dutch Top 40)          | 2            |
| Nederländerna (Single Top 100)        | 2            |
| Nya Zeeland (Recorded Music NZ)       | 18           |
| Norge (VG-lista)                      | 2            |
| Rumänien (Romanian Top 100)           | 1            |
| Skottland (Official Charts Company)   | 5            |
| Spanien (AFYVE)                       | 2            |
| Sverige (Sverigetopplistan)           | 1            |
| Schweiz (Schweizer Hitparade)         | 1            |
| Taiwan (IFPI)                         | 2            |
| Storbritannien UK Singles Chart (OCC) | 2            |
| Storbritannien UK R&B Singles (OCC)   | 1            |
| USA Billboard Hot 100                 | 1            |
| USA Adult Contemporary (Billboard)    | 1            |
| USA Hot Dance Club Songs (Billboard)  | 1            |
| USA Hot R&B/Hip-Hop Songs (Billboard) | 2            |
| USA Mainstream Top 40 (Billboard)     | 1            |
| USA Rhytmic (Billboard)               | 1            |
| Österrike (Ö3 Austria Top 40)         | 1            |

| Lista (1996)                          | Topplacering |
| ------------------------------------- | ------------ |
| Europa (Eurochart Hot 100)            | 80           |
| Nederländerna (Dutch Top 40)          | 15           |
| Nederländerna (Single Top 100)        | 10           |
| Sverige (Sverigetopplistan)           | 9            |
| Storbritannien UK Singles (OCC)       | 13           |
| USA Billboard Hot 100                 | 81           |
| USA Hot R&B/Hip-Hop Songs (Billboard) | 87           |

| Lista (1997)                          | Topplacering |
| ------------------------------------- | ------------ |
| Australien (ARIA)                     | 34           |
| Belgien (Ultratop 50 Flanders)        | 13           |
| Belgien (Ultratop 50 Wallonia)        | 8            |
| Kanada Top Singles (RPM)              | 32           |
| Kanada Adult Contemporary (RPM)       | 2            |
| Europa (Eurochart Hot 100)            | 6            |
| Frankrike (SNEP)                      | 29           |
| Tyskland (Official German Charts)     | 13           |
| Rumänien (Romanian Top 100)           | 5            |
| Sverige (Sverigetopplistan)           | 17           |
| Schweiz (Schweizer Hitparade)         | 7            |
| USA Billboard Hot 100                 | 4            |
| USA Adult Contemporary (Billboard)    | 1            |
| USA Hot R&B/Hip-Hop Songs (Billboard) | 18           |
| USA Mainstream Top 40 (Billboard)     | 14           |
| USA Rhythmic (Billboard)              | 6            |
| Österrike (Ö3 Austria Top 40)         | 6            |

| Lista (1990–1999)    | Topplacering |
| -------------------- | ------------ |
| US Billboard Hot 100 | 4            |

| Lista (1958–2018)    | Topplacering |
| -------------------- | ------------ |
| US Billboard Hot 100 | 15           |

## Certifikat
| Australien (ARIA)               | 2x Platina | 140 000^ |
| Belgien (BEA)                   | Platina    | 50 000^  |
| Frankrike (SNEP)                | Guld       | 161 000' |
| Tyskland (BVMI)                 | Platina    | 500 000^ |
| Nederländerna (NVPI)            | Platina    | 75 000^  |
| Nya Zeeland (RIANZ)             | Guld       | 5 000^   |
| Norge (IFPI)                    | 2× Platina |          |
| Sverige (IFPI)                  | Platina    | 30 000^  |
| Schweiz (IFPI)                  | Guld       | 25 000^  |
| Storbritannien (BPI)            | Platina    | 989 818  |
| USA (RIAA)                      | Platina    | 3 000    |
| Österrike (IFPI)                | Guld       | 25 000^  |
| ^siffror baserade på certifikat |            |          |

## Utgivningshistorik
| Region         | Datum             | Format                      | Skivbolag | Ref.    |
| -------------- | ----------------- | --------------------------- | --------- | ------- |
| USA            | 24 september 1996 | Rhythmic contemporary radio | LaFace    | [ 133 ] |
| USA            | 1 oktober 1996    | Contemporary hit radio      | LaFace    | [ 134 ] |
| Europa         | 7 oktober 1996    | CD-singel                   | LaFace    | [ 135 ] |
| Europa         | 7 oktober 1996    | Maxi-singel                 | LaFace    | [ 135 ] |
| Storbritannien | 14 oktober 1996   | CD kassett                  | LaFace    | [ 136 ] |
| USA            | 11 november 1996  | Remix EP                    | LaFace    | [ 21 ]  |